# Rezoluce Rady bezpečnosti OSN č. 733
Rezoluce Rady bezpečnosti OSN č. 733 (S/RES/733) přijatá jednomyslně 23. ledna 1992, na základě návrhu somálské vlády, zaváděla okamžité a úplné embargo na dovoz zbraní do Somálska za účelem obnovení pořádku a stability v zemi. Rada postupovala v souladu s kapitolou VII Charty OSN.
Rada vyzvala generálního tajemníka OSN Butrus Butrus-Ghálího k okamžitým akcím na zvýšení objemu humanitární pomoci postižené somálské populaci, prostřednictvím OSN i dalších mezinárodních organizací. Také jej požádala, aby se spolu s generálními tajemníky Organizace africké jednoty a Arabské ligy snažil kontaktovat všechny strany konfliktu v Somálsku a dohodnout volný pohyb pro dodávky humanitární pomoci.
Rezoluce 733 vyzývala všechny strany ke garanci bezpečnosti pro humanitární pracovníky v Somálsku a vyzývala všechny členské státy k podpoře projektu. Rezoluce nezohlednila návrhy na případné vytvoření mírových jednotek, jelikož některé členské státy váhaly ohledně případného financování akce, jiné, například USA, odmítaly intervenci, jelikož zde nebylo pozvání od žádné ze stran v somálském konfliktu nejvíce zainteresovaných.